# Sigiswald Kuijken
Sigiswald Kuijken (ur. 16 lutego 1944 w Dilbeek) – belgijski skrzypek, gambista i dyrygent.

## Życiorys
Brat Bartholda i Wielanda. W wieku 8 lat rozpoczął naukę gry na skrzypcach w konserwatorium w Brugii. Następnie uczył się u Maurice’a Raskin w konserwatorium w Brukseli, studia ukończył w 1964 roku z I nagrodą. Występował jako solista i kameralista, grał z zespołami Alarius Ensemble i Musiques Nouvelles. W 1972 roku założył własną orkiestrę kameralną La Petite Bande, specjalizującą się w wykonawstwie muzyki baroku. Dokonał licznych nagrań płytowych, w tym dzieł Lully’ego, Rameau, Campry, Corellego, Geminianiego, Händla, Bacha, Glucka, Haydna i Mozarta. Wykładał w konserwatoriach w Hadze (od 1971) i Brukseli (od 1994).